# ولادان راداچا
ولادان راداچا (انگلیسی: Vladan Radača؛ زادهٔ ۱۵ ژوئیهٔ ۱۹۵۵) بازیکن سابق یوگسلاو و مربی فوتبال اهل صربستان است.
از باشگاه‌هایی که در آن بازی کرده‌است می‌توان به باشگاه فوتبال سامسون‌اسپور، باشگاه فوتبال ژلیزنیچار سارایوو، و باشگاه فوتبال راد اشاره کرد.
وی همچنین در تیم ملی فوتبال یوگسلاوی بازی کرده‌است.